# یک دیو روستایی
یک دیو روستایی (انگلیسی: A Rural Demon) یک فیلم کوتاه کمدی به کارگردانی هنری لرمن و مک سنت است که در سال ۱۹۱۴ منتشر شد. از بازیگران این فیلم می‌توان به راسکو آرباکل و ایوا نلسون اشاره کرد.